# Axel Flet
Axel Flet, né le 1er mai 1994 à Châlons-en-Champagne, est un coureur cycliste français.

## Palmarès
- 2013
  - 3e du Circuit du Port de Dunkerque
- 2016
  - Circuit du Port de Dunkerque
  - Critérium de Soissons
- 2018
  - Critérium de Soissons
  - 2e du Championnat du Pays de Waes